# Margarethe Kossak

Margarethe Kossak

Margarethe Kossak (auch: Margarete Kossak, geborene Margarethe Brasche, Pseudonyme: O. Halwig, Rose d'Ivry, Dolly Marriot, S. Roberts, Sylvia, Agnes Zolling; * 22. August 1855 in Schippenbeil in Ostpreußen; † im 20. Jahrhundert) war eine deutsche Schriftstellerin.

## Leben
Margarethe Brasche war die Tochter eines praktischen Arztes. Sie wuchs auf in Friedland und wurde von  Gouvernanten erzogen. Ab 1868 besuchte sie ein Mädchenpensionat in Königsberg. 1870 heiratete sie den Arzt O. Kossak, mit dem sie in Friedland lebte. Aus der Ehe gingen zwei Kinder hervor. Nach dem Tod ihres Ehemanns im Jahre 1884 lebte Margarethe Kossak zuerst in Berlin, später in Jena. Sie war kunstgewerblich tätig und lieferte unter diversen Pseudonymen zahlreiche feuilletonistische Beiträge für Zeitschriften. Kossak unternahm ausgedehnte Reisen, die sie u. a. nach Finnland, auf die Lofoten, nach Spitzbergen und Sibirien führten. Sie hielt sich zwei Jahre lang in Island auf; weitere Reisen führten sie u. a. nach Grönland, Alaska und in die Vereinigten Staaten. Ab 1908 lebte sie in Wien. – Margarethe Kossak war Trägerin eines Ehrendoktors der Medizin, der ihr von einer amerikanischen Universität verliehen worden war.
Margarethe Kossak veröffentlichte neben Zeitschriftenbeiträgen Romane, Erzählungen sowie kunstgewerbliche Anleitungen.

## Werke
- Ihr Märchenprinz, Berlin [u. a.] 1900
- Der schwarze Ritter. Armer Jossef – armes Czygau. Ihr Roderich. Unter der Maske, Berlin [u. a.] 1901
- Unschuld, Berlin 1903
- Wenn man dem Teufel ein Kreuz vorhält und anderes Modernes, Berlin 1903
- Krone des Lebens, Stuttgart [u. a.] 1904
- Die letzte Nacht im alten Haus, Berlin 1905
- Die Erbtante, Dresden 1906
- Der Liebeszauber vom Glérafoß, Stuttgart [u. a.] 1906
- Der Märchenwanderer, Berlin-Charlottenburg 1910
- Arbeiten aus Krepp- und Seidenpapier, Leipzig 1911
- Arbeiten aus Seidenresten, Leipzig 1911
- Zwei Schwestern. Edle Rache, Luzern 1913 (unter dem Namen Sylvia)
- Taiga, Neurode [u. a.] 1913
- Das Präparieren von Pflanzen für kunstgewerbliche Arbeiten, Leipzig 1919
- Die blauen Gräber, München 1920
- Die nie zum Licht erwachten!, Leipzig 1921
- Die Rache ist mein!, Dresden 1924